# Celas (Coimbra)
Cruz de Celas é um bairro português localizado no centro de Coimbra.
Sem limites definidos, Celas não é uma freguesia, apesar de se constatar que a maior parte deste bairro se encontra no território da freguesia de Santo António dos Olivais. Genericamente, a área designada como Celas terá como limites o Jardim da Sereia a sul, a Conchada a oeste, as actuais instalações do Hospital Pediátrico de Coimbra a norte e os Olivais a este. O centro desta zona é conhecido como o Largo da Cruz de Celas.
Celas é uma importante zona não só para a cidade mas também para toda a Região Centro do país, aqui podemos encontrar hospitais, escolas, faculdades e institutos universitários, bancos, inúmeros outros serviços ou infraestruturas intrínsecos à vida da cidade.
É também nesta zona da cidade de Coimbra que se localiza o Mosteiro de Celas ou Mosteiro de Santa Maria de Celas, criado e fundado no séc. XIII, sendo que o Mosteiro de Celas era feminino e pertencia à Ordem de Cister. Foi fundado cerca de 1221 pela infanta D. Sancha, filha de D. Sancho I, neta de el-Rei D. Afonso Henriques numa propriedade denominada "Vimaranes de Coimbra".
Este Mosteiro era na sua origem bastante pequeno e inicialmente detinha 12 freiras, pelo que cada uma vivia em oração de clausura num pequeno quarto denominado de "cela".
Como detinha e fora mandado edificar e fundar por a filha de um monarca, o edifício detinha uma passagem secreta, com o fim de em caso de guerra ou caso fosse cercado, haver sempre um meio de fuga seguro. Essa passagem secreta ainda em 1995 era bem visível., vindo do mosteiro, passando por debaixo da estrada e a sua saída localizar-se junto à escola Martim de Freitas.